# Dmitrijs Miļkevičs
Dmitrijs Miļkevičs, né le 6 décembre 1981 à Olaine, est un athlète letton qui court sur 400 m et 800 m.

## Palmarès

### Jeux olympiques d'été
- Jeux olympiques d'été de 2004 à Athènes ( Grèce)
  - éliminé en demi-finales sur 800 m

### Championnats du monde d'athlétisme
- Championnats du monde d'athlétisme de 2005 à Helsinki ( Finlande)
  - éliminé en séries sur 800 m

### Championnats du monde d'athlétisme en salle
- Championnats du monde d'athlétisme en salle de 2006 à Moscou ( Russie)
  - 4e sur 800 m
- Championnats du monde d'athlétisme en salle de 2008 à Valence ( Espagne)
  - 4e sur 800 m

### Championnats d'Europe d'athlétisme
- Championnats d'Europe d'athlétisme de 2002 à Munich ( Allemagne)
  - éliminé en séries sur 400 m
- Championnats d'Europe d'athlétisme de 2006 à Göteborg ( Suède)
  - 4e sur 800 m

### Championnats d'Europe d'athlétisme en salle
- Championnats d'Europe d'athlétisme en salle de 2002 à Vienne ( Autriche)
  - éliminé en séries sur 400 m
- Championnats d'Europe d'athlétisme en salle de 2005 à Madrid ( Espagne)
  - éliminé en séries sur 800 m